# Atractiellomycetes
Atractiellomycetes R. Bauer et al. – klasa podstawczaków (Basidiomycota). Typem nomentklatorycznym jest rodzaj Atractiella

## Systematyka
Klasa Atractiellomycetes jest zaliczana według kodeksu Index Fungorum do gromady Basidiomycota. Należy do niej tylko jeden rząd:
- podklasa incertae sedis
  - rząd Atractiellales Oberw. & Bandoni 1982 – lepkogłówkowce
    - rodzina Atractogloeaceae Oberw. & R. Bauer 1989
    - rodzina Mycogelidiaceae W.Y. Zhuang 2007
    - rodzina Phleogenaceae Gäum. 1926 – suchogłówkowate[2].